# II. István szörényi püspök
István (15. század) bozóki prépost, aki 1498. július 20-án foglalta el a szörényi püspöki széket.
Utóda 1500. április 29-étől Thakaró Gergely.